# 1929 في فنزويلا
فيما يلي قوائم الأحداث التي وقعت خلال عام 1929 في فنزويلا.

## سياسة

### تعيين في المنصب
- 30 مايو – خوان باوتيستا بيريز رئيس فنزويلا.

## كتب
من الكتب التي صدرت هذه السنة في فنزويلا:
- 1 أغسطس – دونيا باربرا من تأليف رومولو جايجوس.

## مواليد

### فبراير
- 6 فبراير – فابريسيو أوخيدا صحفي فنزويلي.